# Gruppo dei Feruc
Il Gruppo dei Feruc è un massiccio montuoso dolomitico che si trova in provincia di Belluno (Veneto).

## Classificazione
La SOIUSA vede il Gruppo dei Feruc come un gruppo alpino e vi attribuisce la seguente classificazione:
- Grande parte = Alpi Orientali
- Grande settore = Alpi Sud-orientali
- Sezione = Dolomiti
- Sottosezione = Dolomiti di Feltre e delle Pale di San Martino
- Supergruppo = Gruppo Pale di San Martino-Feruc
- Gruppo = Gruppo dei Feruc
- Codice = II/C-31.IV-A.2

## Delimitazioni
Ruotando in senso orario i limiti geografici sono: Forcella Franche, torrente Cordevole, valle del Mis, Forcella Franche.

## Suddivisione

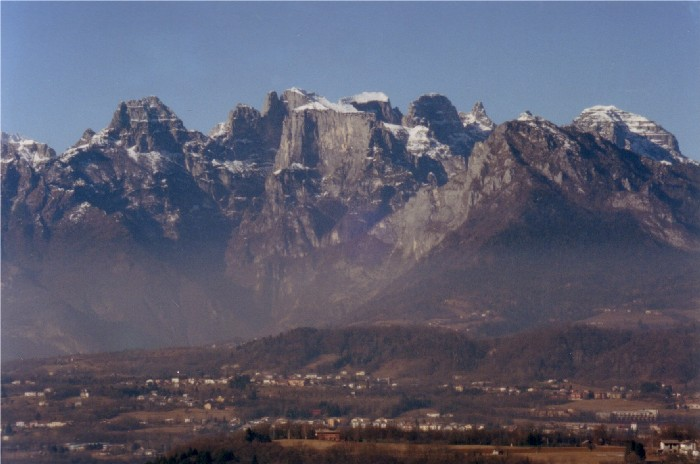
I Monti del Sole.

Il gruppo dalla SOIUSA viene suddiviso in due sottogruppi:
- Sottogruppo del Pizzon (a)
  - Nodo del Pizzon (a/a)
  - Nodo del Piz de Mez (a/b)
- Sottogruppo dei Monti del Sole (b)
  - Nodo del Feruc (b/a)
  - Nodo dello Stornade (b/b)
  - Nodo del Monte Alto (b/c)

## Vette
- Piz di Mezzodì - 2.240 m
- Cima Nord del Pizzon - 2.216 m
- Monte Alto - 2.035 m
- Cima di Stornade - 2.025 m